# Hypnochlora
Hypnochlora là một chi bướm đêm thuộc họ Geometridae.